# Asabellides lineata
Asabellides lineata är en ringmaskart som först beskrevs av Miles Joseph Berkeley 1943.  Asabellides lineata ingår i släktet Asabellides och familjen Ampharetidae. Inga underarter finns listade i Catalogue of Life.